# Ildikó Borbély
Dans le nom hongrois Borbély Ildikó, le nom de famille précède le prénom, mais cet article utilise l’ordre habituel en français Ildikó Borbély, où le prénom précède le nom.
Ildikó Borbély, née en 1972, est une personnalité politique hongroise, députée à l'Assemblée hongroise, membre du groupe MSzP.

## Sources
- Bangóné Borbély Ildikó
- Bangóné Borbély Ildikó
- RTL Klub - Lemondatnák a „patkányozásért” Bangóné Borbély Ildikót 19-04-27, youtube.com
- Novák vs. Bangóné – 1:0, nepszava.hu
- Tamás Gáspár Miklós: TGM: Mégis írok Bangónéról, hvg.hu
- Tamás Gáspár Miklós: TGM: Utóirat Bangónéhoz
- Majd, ha nékem sok pénzem lesz..., youtube.com